# Ken Utsui
Ken Utsui (宇津井健, Utsui Ken), né le 24 octobre 1931 à Tokyo et mort le 14 mars 2014 (à 82 ans) à Nagoya, est un acteur japonais.

## Biographie
Ken Utsui fait ses débuts au théâtre en 1952, puis est choisi pour tenir un rôle dans le film Shishun no Izumi. La signature d'un contrat avec le studio cinématographique Shintōhō lance sa carrière d'acteur. Il fait de nombreuses apparitions dans des séries télévisées, dont Super Giant (en). Au cinéma, il apparaît en 1975 dans le film Super Express 109.
Il meurt à l'âge de 82 ans dans un hôpital de Nagoya d'une insuffisance respiratoire chronique le 14 mars 2014.

## Filmographie partielle

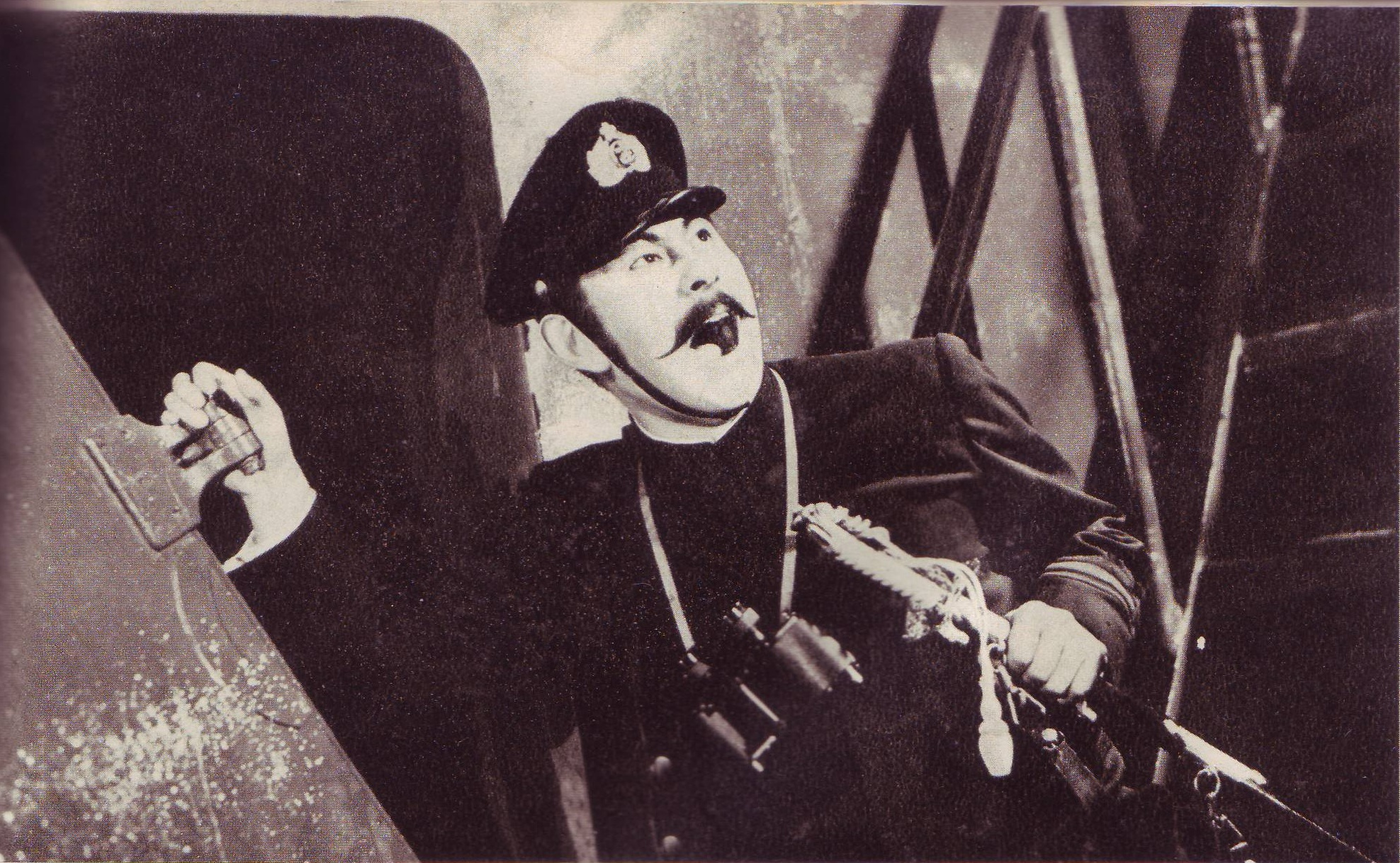
Ken Utsui dans L'Empereur Meiji et la Guerre russo-japonaise (1957).

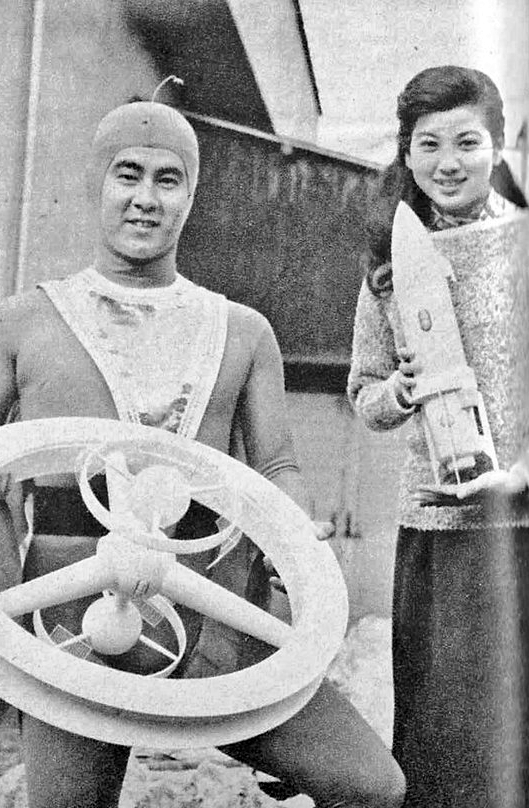
Ken Utsui et Utako Mitsuya sur le tournage de Spaceship of Human Destruction, Super Giant 5 (1957).

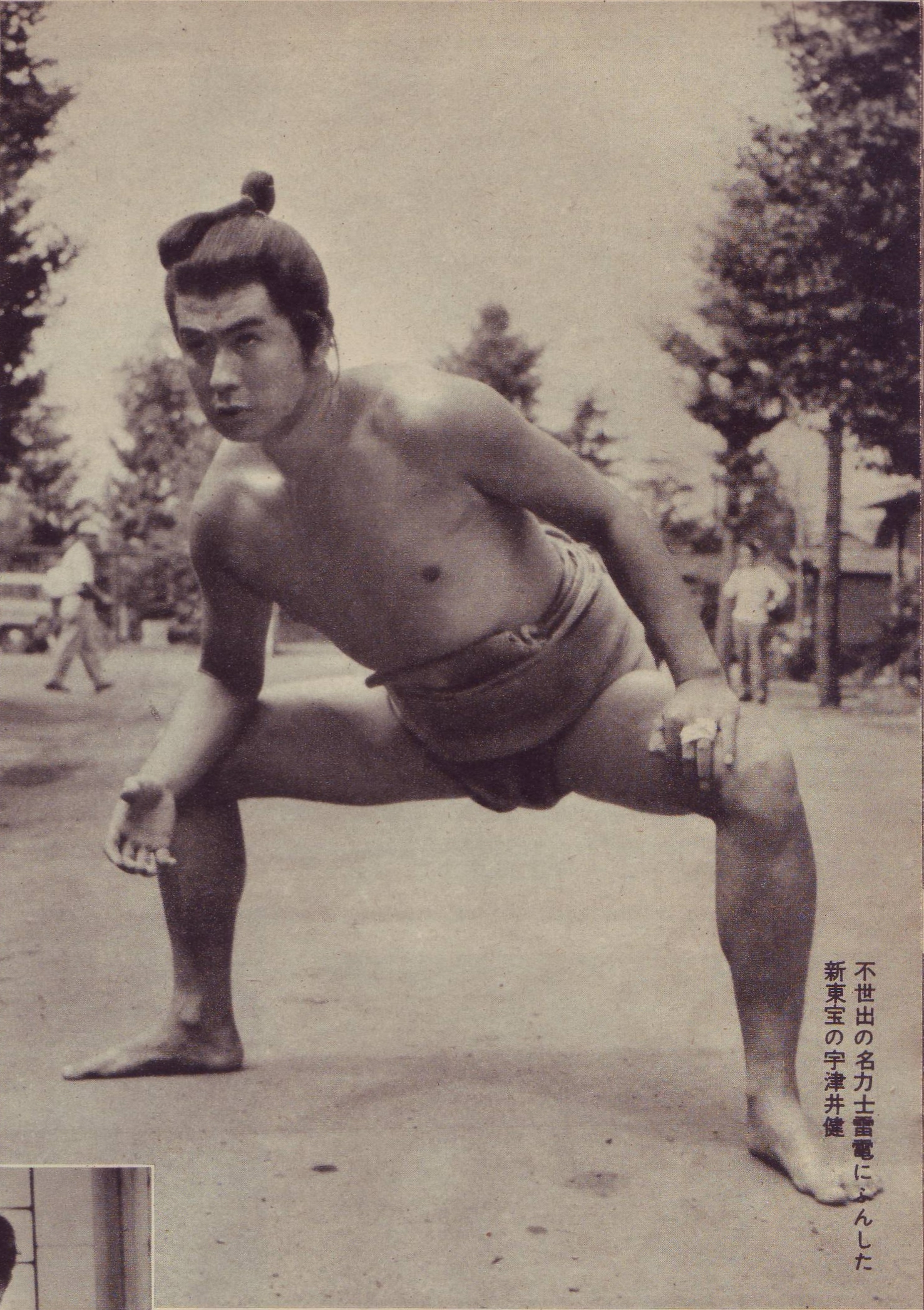
Ken Utsui dans Raiden (1959).

### Cinéma
- 1953 : Shishun no Izumi (思春の泉?) de Nobuo Nakagawa
- 1954 : Les Sept Samouraïs (七人の侍, Shichinin no samurai?) d'Akira Kurosawa : un rōnin marchant dans le bourg
- 1955 : L'Homme-torpille (人間魚雷回天, Ningen gyōrai kaiten?) de Shūe Matsubayashi
- 1957 : L'Empereur Meiji et la Guerre russo-japonaise (明治天皇と日露大戦争, Meiji tennō to nichiro daisensō?) de Kunio Watanabe : Takeo Hirose
- 1956 : La Revanche de la reine Perle (女真珠王の復讐, Onna shinju ō no fukushū?) de Toshio Shimura (ja) : Yoshio Kizaki
- 1957 : L'Invincible Spaceman : épisode 1 (鋼鉄の巨人, Kōtetsu no kyojin / Sūpā jaiantsu?, Super Giant) de Teruo Ishii[3]
- 1957 : L'Invincible Spaceman : épisode 2 (続鋼鉄の巨人, Zoku kōtetsu no kyojin / Zoku sūpā jaiantsu?, Super Giant 2) de Teruo Ishii[3]
- 1957 : Sen'un Ajia no joō (戦雲アジアの女王?) de Hiromasa Nomura
- 1957 : L'Attaque des soucoupes volantes (鋼鉄の巨人 怪星人の魔城, Kōtetsu no kyojin: Kaseijin no majō?, Invaders From the Planets, Super Giant 3) de Teruo Ishii[4],[5]
- 1957 : L'Attaque des soucoupes volantes (鋼鉄の巨人 地球滅亡寸前, Kōtetsu no kyojin: Chikyū metsubō sunzen?, The Earth in Danger, Super Giant 4) de Teruo Ishii[4]
- 1957 : Spaceship of Human Destruction, Super Giant 5 (スーパー・ジャイアンツ 人工衛星と人類の破滅, Sūpā jaiantsu: Jinkō eisen to jinrui no hametsu?) de Teruo Ishii
- 1958 : Destruction of the Space Fleet, Super Giants 6 (スーパー・ジャイアンツ 宇宙艇と人工衛星の激突, Sūpā jaiantsu: Uchūtei to jinkō eisen no kekitotsu?) de Teruo Ishii
- 1959 : Raiden (雷電?) de Nobuo Nakagawa
- 1962 : La Grande Muraille (秦・始皇帝, Shin shikōtei?) de Shigeo Tanaka
- 1963 : Le Dossier noir (黒の報告書, Kuro no hōkokusho?) de Yasuzō Masumura
- 1965 : L'Homme au pousse-pousse (無法松の一生, Muhōmatsu no isshō?) de Kenji Misumi : Kotarō Yoshioka
- 1975 : Super Express 109 (新幹線大爆破, Shinkansen daibakuha?)  de Jun'ya Satō : Kuramochi
- 1999 : Saimin (催眠?) de Masayuki Ochiai : Sakurai

### Télévision
- 1957 - 1959 : Super Giant (en) (série TV)
- 1974 : Akai meiro : père adoptif
- 1976 : Akai unmei : père d'Izumi
- 1999 : Tenchijin : Maeda Toshiie